# Hullamballi, Malavalli
Hullamballi là một làng thuộc tehsil Malavalli, huyện Mandya, bang Karnataka, Ấn Độ.